# Knjiga ili život
Knjiga ili život je hrvatska dokumentarno-razgovorna emisija o književnosti. Prikazuje se od 21. rujna 2012. na Drugom programu HRT-a, a od rujna 2014. na Trećem programu.
Emisija predstavlja nove knjige, donosi razgovore s piscima i kritičarima te prikazuje recenzije na književne klasike.

## Pregled emisije
Emisija se od 2012. do 2013. prikazivala jednom tjedno na Drugom programu HRT-a, u emisijama od tridesetak minuta. Od rujna 2014. pa do 2016. prikazivala su se desetominutna izdanja od ponedjeljka do četvrtka, a od listopada 2016., serija je ponovno u tridesetominutnom formatu te se prikazivala jednom tjedno na Trećem programu HRT-a. Od rujna 2022. godine, nova epizoda se prikazuje svaka dva tjedna.
Nova sezona započinje na jesen svake godine, odnosno u rujnu ili listopadu, a obično traje do kraja proljeća.  
| Sezona | Sezona | Epizode | Epizode | Originalno emitiranje | Originalno emitiranje |
| Sezona | Sezona | Epizode | Epizode | Premijera             | Finale                |
| ------ | ------ | ------- | ------- | --------------------- | --------------------- |
|        | 1.     | 33      | 33      | 21. rujna 2012.       | 31. svibnja 2013.     |
|        | 2.     | 98      | 98      | 29. rujna 2014.       | 20. travnja 2015.     |
|        | 3.     | 90+     | 90+     | 21. rujna 2015.       | 22. svibnja 2016.     |
|        | 4.     | 33      | 33      | 3. listopada 2016.    | 12. lipnja 2017.      |
|        | 5.     | 32      | 32      | 2. listopada 2017.    | 28. svibnja 2018.     |
|        | 6.     | 38      | 38      | 11. rujna 2018.       | 11. lipnja 2019.      |
|        | 7.     | 25      | 25      | 17. rujna 2019.       | 31. ožujka 2020.      |
|        | 8.     | 35      | 35      | 22. rujna 2020.       | 1. lipnja 2021.       |
|        | 9.     | 37      | 37      | 21. rujna 2021.       | 14. lipnja 2022.      |
|        | 10.    | 17      | 17      | 28. rujna 2022.       | 24. svibnja 2023.     |
|        | 11.    | 17      | 17      | 9. listopada 2023.    | 3. lipnja 2024.       |
|        | 12.    | n. p.   | n. p.   | 7. listopada 2024.    | n. p.                 |

### Popis epizoda

#### Prva sezona (2012.–2013.)
| Br. | Naslov       | Nadnevak prikazivanja |
| --- | ------------ | --------------------- |
| 1.  | "1. epizoda" | 21. rujna 2014.       |

#### Druga sezona (2014.–2015.)
| Br. | Naslov                           | Nadnevak prikazivanja |
| --- | -------------------------------- | --------------------- |
| 1.  | "Kritika knjige Borisa Popovića" | 29. rujna 2014.       |

#### Treća sezona (2015.–2016.)
| Br. | Naslov                        | Nadnevak prikazivanja |
| --- | ----------------------------- | --------------------- |
| 1.  | "10 minuta s Etgarom Keretom" | 21. rujna 2015.       |

#### Četvrta sezona (2016.–2017.)
| Br. | Naslov           | Nadnevak prikazivanja |
| --- | ---------------- | --------------------- |
| 1.  | "Goran Vojnović" | 3. listopada 2016.    |

#### Peta sezona (2017.–2018.)
| Br. | Naslov             | Nadnevak prikazivanja |
| --- | ------------------ | --------------------- |
| 1.  | "KaLibar bestiVal" | 2. listopada 2017.    |

#### Šesta sezona (2018.–2019.)
| Br. | Naslov                                 | Nadnevak prikazivanja |
| --- | -------------------------------------- | --------------------- |
| 1.  | "Karl Ove Knausgaard i Dražen Ilinčić" | 11. rujna 2019.       |

#### Sedma sezona (2019.–2020.)
| Br. | Naslov                           | Nadnevak prikazivanja |
| --- | -------------------------------- | --------------------- |
| 1.  | "Festival svjetske književnosti" | 17. rujna 2019.       |

#### Osma sezona (2020.–2021.)
| Br. | Naslov   | Nadnevak prikazivanja |
| --- | -------- | --------------------- |
| 1.  | "Vrisak" | 22. rujna 2020.       |

#### Deveta sezona (2021.–2022.)
| Br. | Naslov                                                | Nadnevak prikazivanja |
| --- | ----------------------------------------------------- | --------------------- |
| 1.  | "14. Vrisak – riječki sajam knjiga i festival autora" | 21. rujna 2021.       |

#### Deseta sezona (2022.–2023.)
| Br. | Naslov                                                                  | Nadnevak prikazivanja |
| --- | ----------------------------------------------------------------------- | --------------------- |
| 1.  | "Vrisak"                                                                | 28. rujna 2022.       |
| 2.  | "Pisci s Islanda i Olja Savičević Ivančević"                            | 12. listopada 2022.   |
| 3.  | "Zoran Ferić, Srđan Gavrilović i Martina Divić"                         | 26. listopada 2022.   |
| 4.  | "Rezidencija za književne prevoditelje, Joyceova Nora i Panait Istrati" | 9. studenoga 2022.    |
| 5.  | "Kristina Gavran i Robert Perišić"                                      | 23. studenoga 2022.   |
| 6.  | "Od Matoša do Maleša"                                                   | 7. prosinca 2022.     |
| 7.  | "Vlaho Bogišić, Ivana Šojat i Lada Martinac Kralj"                      | 21. prosinca 2022.    |
| 8.  | "Krleža i Houellebecq"                                                  | 18. siječnja 2023.    |
| 9.  | "Dario Grgić i Peričićev San o Križaniću"                               | 1. veljače 2023.      |
| 10. | "Marina Šur Puhlovski i Drago Glamuzina"                                | 15. veljače 2023.     |
| 11. | "Ex Libris, Goran Gerovac, Johan Harstad"                               | 1. ožujka 2023.       |
| 12. | "Iva Ušćumlić i Karlo Budor"                                            | 15. ožujka 2023.      |
| 13. | "Moja domovina - SSSR i Per Speculum"                                   | 29. ožujka 2023.      |
| 14. | "Carlos Fonseca i Damir Karakaš"                                        | 12. travnja 2023.     |
| 15. | "Roberto Bolano"                                                        | 26. travnja 2023.     |
| 16. | "Šalaporte i Beskraj u trsci"                                           | 10. svibnja 2023.     |
| 17. | "Sibila Petlevski i Simo Mraović"                                       | 24. svibnja 2023.     |

#### Jedanaesta sezona (2023.–2024.)
| Br. | Naslov                                                                | Nadnevak prikazivanja |
| --- | --------------------------------------------------------------------- | --------------------- |
| 1.  | "Bookstan"                                                            | 9. listopada 2023.    |
| 2.  | "Georgi Gospodinov i Svetislav Basara"                                | 23. listopada 2023.   |
| 3.  | "Interliber i Slobodan Šnajder"                                       | 6. studenoga 2023.    |
| 4.  | "Enver Krivac i Davor Schunk"                                         | 20. studenoga 2023.   |
| 5.  | "Dora Šustić, Tea Tulić i Swami Gyaneshwar Puri"                      | 4. prosinca 2023.     |
| 6.  | "Susan Orlean, Andrej Nikolaidis, Emir Imamović Pirke i Lidija Deduš" | 18. prosinca 2023.    |
| 7.  | "Dario Grgić"                                                         | 15. siječnja 2024.    |
| 8.  | "Luka Ostojić i Ivan Vidić"                                           | 29. siječnja 2024.    |
| 9.  | "Davor Šalat i Sven Popović"                                          | 12. veljače 2024.     |
| 10. | "Simfonije/Turpituda i Djela Miroslava Krleže"                        | 26. veljače 2024.     |
| 11. | "Đuro Tiljak i Tin Ujević"                                            | 11. ožujka 2024.      |
| 12. | "Miroslav Kirin i Carmen Maria Machado"                               | 25. ožujka 2024.      |
| 13. | "Područe signala i Xi Chuan"                                          | 8. travnja 2024.      |
| 14. | "Cormac McCarthy i Edo Popović"                                       | 22. travnja 2024.     |
| 15. | "Drago Glamuzina i Tahir Mujičić"                                     | 6. svibnja 2024.      |
| 16. | "Milan Rakovac i August Cesarec"                                      | 20. svibnja 2024.     |
| 17. | "Jenny Erpenbeck i Tena Lončarević"                                   | 3. lipnja 2024.       |

#### Dvanaesta sezona (2023.–2024.)
| Br. | Naslov                         | Nadnevak prikazivanja |
| --- | ------------------------------ | --------------------- |
| 1.  | "Bookstan"                     | 7. listopada 2024.    |
| 2.  | "Šuvar - Politička biografija" | 21. listopada 2024.   |
| 3.  | "3. epizoda"                   | 4. studenoga 2024.    |

## Vanjske poveznice
- Službena stranica na Facebooku
- Knjiga ili život u internetskoj bazi filmova IMDb-a